# ۱۲۸۵ (میلادی)
۱۲۸۵ (میلادی) هزار و دویست و هشتاد و پنجمین سال تقویم میلادی است.

## درگذشتگان
- ۷ ژانویه – کارل یکم (ناپل)، سیاست‌مدار فرانسوی (ز. ۱۲۲۷)
- ۵ اکتبر – فیلیپ سوم، سیاست‌مدار فرانسوی (ز. ۱۲۴۵)